# Papieska toaleta
Papieska toaleta (hiszp. El baño del Papa) – urugwajsko-brazylijsko-francuski dramat filmowy z 2007 roku w reżyserii Césara Charlone i Enrique Fernándeza. Zdjęcia kręcono w Urugwaju. Premiera filmu odbyła się 21 maja 2007 roku.

## Fabuła
Akcja filmu toczy się w 1988 roku. Papieska toaleta opowiada o ciężkim życiu pogodnych ludzi z przygranicznego miasteczka w Urugwaju. Bohaterowie utrzymują się głównie z przemytu. Pewnego dnia dostrzegają możliwość poprawy swojego życia poprzez udział w pielgrzymce Jana Pawła II w ich miejscowości. Mieszkańcy zaciągają kredyty i rozpoczynają produkcję wszystkiego, co mogliby kupić pielgrzymi. Mimo wiary, nadziei i planów, sytuacja się komplikuje.

## Obsada
- Virginia Méndez jako Carmen
- Mario Silva jako Valvulina
- César Troncoso jako Beto
- Virginia Ruíz jako Silvia
- Nelson Lence jako Meleyo
- Henry De Leon jako Nacente
- Jose Arce jako Tica
- Rosario Dos Santos jako Teresa
- Hugo Blandamuro jako Tartamudo
- Andrea Alvarez jako Esposa
- Wilson Alvez jako Tomasito
- Carlos Andrade
- Brandon Antuna jako Nino
- Baltasar Burgos jako Capitan Alvarez
- Yonatan Da Silva jako Liccal

## Nagrody i nominacje
- MFF w San Sebastián (nagroda specjalna dla Césara Charlone i Enrique Fernándeza);
- oficjalny urugwajski kandydat do Oscara dla najlepszego filmu nieanglojęzycznego; ostatecznie nie otrzymał nominacji.